# Hamilton (Montana)
Pour les articles homonymes, voir Hamilton.
La ville de Hamilton est le siège du comté de Ravalli, dans l’État du Montana, aux États-Unis. Elle a été fondée à la fin du XIXe siècle par Marcus Daly. Lors du recensement de 2020, sa population a été estimée à 4 659 habitants et en 2022, elle comptait 5 165 habitants.